# John Monroe
John Monroe (25 september 1960) was een Canadese shorttracker en werd daarna bondscoach van het Nederlandse shorttrack. Hierbij werd hij geassisteerd door Dave Versteeg. Monroe behaalde twee medailles bij de Canadese shorttrackkampioenschappen en in 1990 werd hij Noord-Amerikaans kampioen.
Als coach begon Monroe in 1999 bij het Canadese inlineskateteam tijdens de Pan-Amerikaanse Spelen Hij werkte ook als assistent-coach van de Amerikaanse schaatsploeg, waar hij onder meer Shani Davis coachte. In 2006 trad hij bij de KNSB in dienst als bondscoach. Als voorbereiding op internationale wedstrijden trainde hij de Nationale trainingselectie shorttrack in Heerenveen.